# Fogtrein
Fogtrein è una famiglia di razzi da addestramento brasiliani, creata congiuntamente dal Comando da Aeronáutica (COMAER) e Avibras, con l'obiettivo di immettere sul mercato mondiale razzi da addestramento a basso costo e piccoli razzi di ricerca.

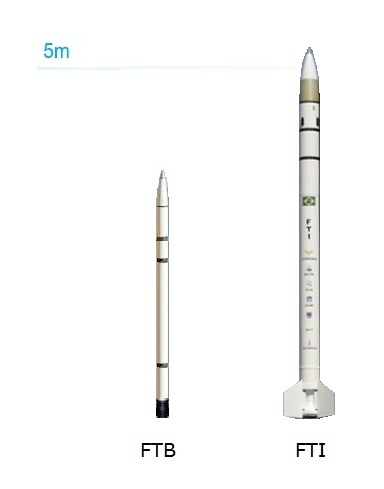
FTB e FTI

## Modelli
FTB
- Altezza: 3,05 m
- Massa: 67,8 kg
- Carico utile: 5 kg
- Apogeo: 30 km
- Rilasciato: 10 agosto 2009
- Uscite: 23

FTI
- Altezza: 5,04 m
- Massa: 490 kg
- Carico utile: 30 kg
- Apogeo: 60 km
- Rilasciato: 3 agosto 2010
- Uscite: 3